# Parlatoria flava
Parlatoria flava är en insektsart som beskrevs av Takahashi 1951. Parlatoria flava ingår i släktet Parlatoria och familjen pansarsköldlöss. Inga underarter finns listade i Catalogue of Life.